# Coelogypona
Coelogypona är ett släkte av insekter. Coelogypona ingår i familjen dvärgstritar.
Kladogram enligt Catalogue of Life:
| Coelogypona | \| \| Coelogypona venosana \| \| \| \| \| \| Coelogypona venosella \| \| \| \| |
|             | \| \| Coelogypona venosana \| \| \| \| \| \| Coelogypona venosella \| \| \| \| |
|             | Coelogypona venosana                                                           |
|             |                                                                                |
|             | Coelogypona venosella                                                          |
|             |                                                                                |